# Dorfkirche Parey

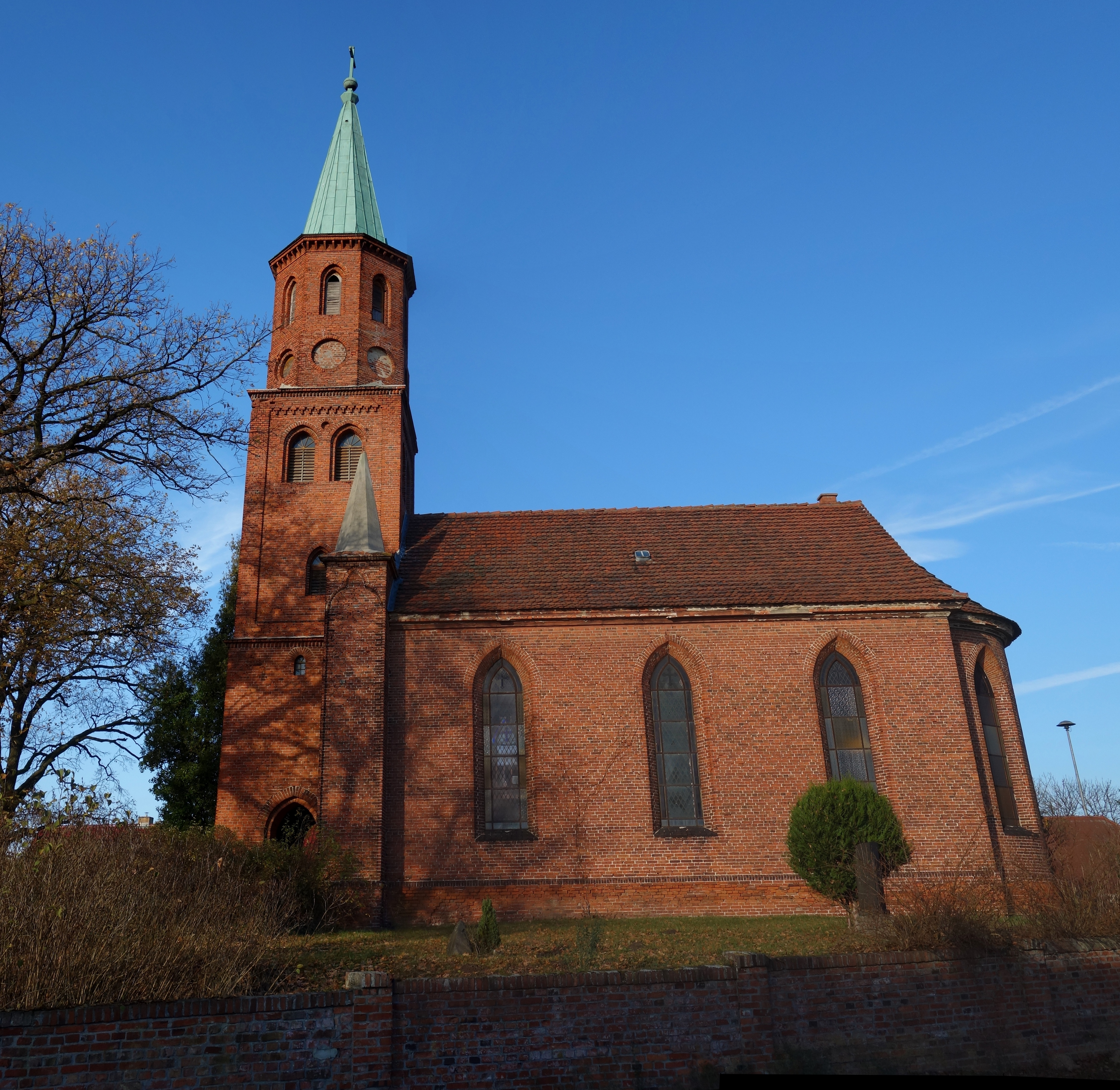
Dorfkirche Parey

Die evangelische, denkmalgeschützte Dorfkirche Parey steht in Parey, einem Ortsteil der Gemeinde Havelaue im Landkreis Havelland von Brandenburg. Die Kirche gehört zum Kirchenkreis Nauen-Rathenow der Evangelischen Kirche Berlin-Brandenburg-schlesische Oberlausitz.

## Beschreibung
Das Langhaus und die eingezogene halbkreisförmige Apsis im Osten der neugotischen Saalkirche wurden 1831 aus Backsteinen gebaut. An das Langhaus wurde 1849 der Kirchturm im Westen angebaut, der oberhalb der quadratischen Geschosse mit einem achteckigen fortgesetzt wird, auf dem ein achtseitiger spitzer Helm sitzt. Sein Glockenstuhl beherbergt eine 1578 gegossene Kirchenglocke.
Der Innenraum ist mit einer Flachdecke überspannt. Die Kirchenausstattung stammt aus der Bauzeit. Auf dem Altarretabel ist die Himmelfahrt dargestellt. Die Orgel auf der Empore im Westen wurde 1886 von einem unbekannten Orgelbauer errichtet.